# 威斯科伊鎮區 (明尼蘇達州威諾納縣)
威斯科伊鎮區（英語：Wiscoy Township）是位於美國明尼蘇達州威諾納縣的一個行政鎮區。

## 地方資料
威斯科伊鎮區的面積為92.37平方千米，皆為陸地。根據2020年美國人口普查的數據，當地共有人口347人，而人口密度為每平方千米3.76人。